# Prinsessereglen
 Denne artikel bør gennemlæses af en person med fagkendskab for at sikre den faglige korrekthed.

Prinsessereglen er et uformelt udtryk der bruges om en særlig måde at opnå dansk statsborgerskab på.
Den afspejler en bredere juridisk indsats for at afhjælpe historiske uligheder i statsborgerskabsloven og giver personer med dansk mor adgang til det statsborgerskab, de tidligere var afskåret fra at opnå.

## Dansk statsborgerskab for børn født af danske mødre og udenlandske fædre (1961-1978)
Børn født i ægteskab af danske mødre og udenlandske fædre mellem 1. januar 1961 og 31. december 1978 fik ikke automatisk dansk statsborgerskab ved fødslen. Denne praksis skyldtes tidligere nationalitetslove, der lagde vægt på fædrene i statsborgerskabsbestemmelserne.

## Baggrund og juridisk ramme
Dansk nationalitetslovgivning var traditionelt baseret på patrilineært afstamningsprincip, hvor børn fik statsborgerskab gennem deres far. Dette betød, at børn født i udlandet eller af udenlandske fædre ikke arvede deres mors danske statsborgerskab. Uligheden førte til lovændringer, der skulle rette op på kønsdiskrimination i statsborgerskabsrettigheder.
Problematikken blev særlig tydelig i sagen om Prinsesse Benediktes børn, der ikke var berettiget til dansk statsborgerskab, da deres far var udenlandsk statsborger. Denne sag var med til at forme det, der i dag uformelt kaldes “Prinsessereglen.”.

## Registrering af statsborgerskab (1979-1981)
Som følge af politisk og offentlig opmærksomhed fik danske mødre mulighed for at registrere deres børn under 18 år som danske statsborgere i perioden 1979 til 1981. Registreringsordningen blev indført med hjemmel i § 2, stk. 2 i Lov nr. 117 af 19. marts 1978.

## Naturalisation under "Prinsessereglen"
Børn født mellem 1961 og 1978, som ikke blev registreret af deres mødre i perioden 1979–1981, kan stadig ansøge om dansk statsborgerskab gennem naturalisation under Prinsessereglen. Denne ordning anerkender den historiske uretfærdighed, som udelukkede disse personer fra automatisk statsborgerskab ved fødslen.
Ansøgere skal opfylde de almindelige betingelser for naturalisation, herunder:
- Straffeattest: Ansøgere må ikke have begået alvorlige lovovertrædelser. Hvis de er dømt, skal der gå en vis periode, før de kan ansøge.
- Gældsstatus: Ansøgere må ikke have gæld til de danske myndigheder.
- Sprogkundskaber: Ansøgere skal kunne føre en almindelig samtale på dansk. Der stilles dog ikke krav om at kunne læse eller skrive dansk, og der er ingen obligatorisk sprog- eller indfødsretsprøve.

## Ophold og tilknytning til Danmark
Ansøgere skal dokumentere en tilknytning til Danmark, typisk gennem:
- Opholdskrav: Ansøgere skal have opholdt sig i Danmark i mindst ét år inden de fylder 22 år. Dette kan være i form af besøg, og der stilles ikke krav om kontinuerligt ophold.
- CPR-registrering: Det er ikke nødvendigt at have været registreret i det danske CPR (Det Centrale Personregister) for at ansøge. En gyldig ansøgning kan indsendes uden et CPR-nummer.

Prinsessereglen afspejler en bredere juridisk indsats for at afhjælpe historiske uligheder i statsborgerskabsloven og giver personer med dansk maternel afstamning adgang til det statsborgerskab, de tidligere var afskåret fra at opnå.